# 243 (число)
Вижте пояснителната страница за други значения на 243.
243 (двеста четиридесет и три) е естествено, цяло число, следващо 242 и предхождащо 244.
Двеста четиридесет и три с арабски цифри се записва „243“, а с римски – „CCXLIII“. Числото 243 е съставено от три цифри от позиционните бройни системи – 2 (две), 4 (четири), 3 (три).

## Общи сведения
- 243 е нечетно число.
- 243-тият ден от невисокосна година е 31 август.
- 243 е година от Новата ера.